# Zhang Xin (femme d'affaires)
Pour les articles homonymes, voir Zhang Xin.
Zhang Xin, née le 24 août 1965, est une femme d'affaires chinoise, fondatrice du groupe de promotion immobilière SOHO China (en).

## Biographie
Zhang Xin est née en 1965 à Pékin. Ses parents divorcent en 1970. La mère de Zhang Xin était la traductrice des discours de Deng Xiaoping et de Zhou Enlai. En 1979, sa mère rejoint Hong Kong et Zhang Xin travaille dans une usine. Puis elle obtient une bourse pour étudier en Angleterre. En 1992, elle décroche un master en économie à Cambridge et rejoint Goldman Sachs à Wall Street. En 1994, elle rentre en Chine et travaille chez le promoteur immobilier Pan Shiyi (en) (il a commencé sa carrière au ministère du Pétrole) ; elle l'épouse en 1995 et ils ont deux enfants. Tous deux ont fondé le promoteur immobilier SOHO China (en), dont le siège social est situé à Pékin.
Un des derniers immeubles construits dans le quartier de Chaoyangmen à Pékin est le Galaxy Soho par l'architecte Zaha Hadid. L'immeuble, inauguré en novembre 2012, offre 330 000 m² de bureaux et de commerces.
En 2013, Zhang Xin acquiert 40 % du  General Motors Building à New York pour 536 millions d'euros.
Zhang Xin serait impliquée, comme de nombreux « princes rouges », dans des opérations financières dans les paradis fiscaux aux îles Vierges britanniques.